# Abby Terkuhle
Abby Terkuhle est un producteur américain, connu pour avoir produit de nombreux programmes de la chaîne de télévision MTV.

## Biographie
Abby Terkuhle a été nommé à deux reprises aux Primetime Emmy Award dans la catégorie du Primetime Emmy Award du meilleur programme d'animation - Moins d'une heure. La première fois fut en 1993 pour Liquid Television et la seconde fut en 2000 pour Downtown.

## Filmographie
- Comme producteur exécutif :
  - 1991 - Books: Feed Your Head (série télévisée)
  - 1992 - Joe's Apt. (court métrage)
  - 1995 - The Maxx (série télévisée)
  - 1995 - Æon Flux (série télévisée - Dix épisodes)
  - 1996 - Bienvenue chez Joe
  - 1996 - Beavis et Butt-Head se font l'Amérique
  - 1997-1999 - Daria (série télévisée - Cinq épisodes)
  - 1998 - Celebrity Deathmatch (série télévisée)
  - 1999 - Downtown (série télévisée - Un épisode)
  - 2000 - Vivement la rentrée (téléfilm)
  - 2001 - La Clique (série télévisée)
  - 2002 - Adieu le lycée (téléfilm)

- Comme scénariste et créateur :
  - 2010 - TRANSform Me (télé-réalité)